# Campionati svedesi di sci alpino 2011
I Campionati svedesi di sci alpino 2011 si sono svolti a Åre dal 28 marzo al 3 aprile. Il programma ha incluso gare di discesa libera, supergigante, slalom gigante, slalom speciale e supercombinata, tutte sia maschili sia femminili.
Trattandosi di competizioni valide anche ai fini del punteggio FIS, vi hanno partecipato anche sciatori di altre federazioni, senza che questo consentisse loro di concorrere al titolo nazionale svedese.

## Risultati

### Uomini

#### Discesa libera
| Pos. | Atleta           | Nazione   | Tempo   |
| ---- | ---------------- | --------- | ------- |
| 1    | Hans Olsson      | Svezia    | 1:08,59 |
| 2    | Johan Öhagen     | Svezia    | 1:09,25 |
| 3    | Daniel Ericsson  | Svezia    | 1:09,30 |
| 4    | Calle Lindh      | Svezia    | 1:09,54 |
| 5    | Andreas Romar    | Finlandia | 1:09,67 |
| 6    | Kasper Hietanen  | Finlandia | 1:10,10 |
| 7    | Douglas Hedin    | Svezia    | 1:10,32 |
| 8    | Charlie Reunanen | Svezia    | 1:10,46 |
| 9    | Jan Sedlák       | Rep. Ceca | 1:10,64 |
| 10   | Carl-Johan Öster | Svezia    | 1:10,69 |

Data: 30 marzo

Località: Åre

#### Supergigante
| Pos. | Atleta                | Nazione   | Tempo   |
| ---- | --------------------- | --------- | ------- |
| 1    | Hans Olsson           | Svezia    | 1:12,72 |
| 2    | Daniel Ericsson       | Svezia    | 1:13,11 |
| 3    | Calle Lindh           | Svezia    | 1:13,24 |
| 4    | Matts Olsson          | Svezia    | 1:13,33 |
| 5    | Johan Pietilä Holmner | Svezia    | 1:14,32 |
| 6    | Johan Öhagen          | Svezia    | 1:14,34 |
| 7    | Nils Högbom           | Svezia    | 1:14,56 |
| 8    | Douglas Hedin         | Svezia    | 1:14,75 |
| 9    | Kasper Hietanen       | Finlandia | 1:14,85 |
| 10   | Alexander Köll        | Svezia    | 1:14,86 |

Data: 31 marzo

Località: Åre

#### Slalom gigante
| Pos. | Atleta           | Nazione   | Tempo   |
| ---- | ---------------- | --------- | ------- |
| 1    | Tim Lindgren     | Svezia    | 2:11,00 |
| 2    | André Myhrer     | Svezia    | 2:11,13 |
| 3    | Matts Olsson     | Svezia    | 2:11,20 |
| 4    | Johan Öhagen     | Svezia    | 2:12,14 |
| 5    | Anton Lahdenperä | Svezia    | 2:12,55 |
| 6    | Andreas Romar    | Finlandia | 2:12,58 |
| 7    | Axel Bäck        | Svezia    | 2:12,95 |
| 8    | Niklas Rainer    | Svezia    | 2:13,20 |
| 9    | Douglas Hedin    | Svezia    | 2:14,11 |
| 10   | Eemeli Pirinen   | Finlandia | 2:14,12 |

Data: 2 aprile

Località: Åre

#### Slalom speciale
| Pos. | Atleta              | Nazione   | Tempo   |
| ---- | ------------------- | --------- | ------- |
| 1    | André Myhrer        | Svezia    | 1:44,08 |
| 2    | Oscar Andersson     | Svezia    | 1:45,36 |
| 3    | Anton Lahdenperä    | Svezia    | 1:45,41 |
| 4    | Tim Lindgren        | Svezia    | 1:45,71 |
| 5    | Fredrik Nordh       | Svezia    | 1:46,15 |
| 6    | Per Saxvall         | Svezia    | 1:46,23 |
| 7    | Martin Budal        | Norvegia  | 1:46,32 |
| 8    | Bjørn Tore Staurset | Norvegia  | 1:46,60 |
| 9    | Henrik Gunnarsson   | Svezia    | 1:47,03 |
| 10   | Joonas Räsänen      | Finlandia | 1:47,07 |

Data: 3 aprile

Località: Åre

#### Supercombinata
| Pos. | Atleta                | Nazione   | Tempo   |
| ---- | --------------------- | --------- | ------- |
| 1    | Samu Torsti           | Finlandia | 1:39,22 |
| 2    | Andreas Romar         | Finlandia | 1:39,65 |
| 3    | Hans Olsson           | Svezia    | 1:39,67 |
| 4    | Calle Lindh           | Svezia    | 1:39,92 |
| 5    | Oscar Andersson       | Svezia    | 1:40,28 |
| 6    | Emil Jansson          | Svezia    | 1:40,34 |
| 7    | Joonas Räsänen        | Finlandia | 1:40,39 |
| 8    | Daniel Ericsson       | Svezia    | 1:40,54 |
| 9    | Johan Pietilä Holmner | Svezia    | 1:40,65 |
| 10   | Per Saxvall           | Svezia    | 1:40,70 |

Data: 31 marzo

Località: Åre

### Donne

#### Discesa libera
| Pos. | Atleta                  | Nazione   | Tempo   |
| ---- | ----------------------- | --------- | ------- |
| 1    | Jessica Lindell Vikarby | Svezia    | 1:10,59 |
| 2    | Sara Hector             | Svezia    | 1:10,94 |
| 3    | Emelie Wikström         | Svezia    | 1:11,19 |
| 4    | Maria Pietilä Holmner   | Svezia    | 1:11,27 |
| 5    | Tessan Berglund         | Svezia    | 1:11,31 |
| 6    | Kristiina Rove          | Finlandia | 1:11,71 |
| 7    | Helena Rapaport         | Svezia    | 1:12,28 |
| 8    | Sofia Gyllenswärd       | Svezia    | 1:12,39 |
| 9    | Isabelle Miedel         | Svezia    | 1:12,56 |
| 10   | Rebecca Gunnarstedt     | Svezia    | 1:12,61 |

Data: 30 marzo

Località: Åre

#### Supergigante
| Pos. | Atleta                  | Nazione   | Tempo   |
| ---- | ----------------------- | --------- | ------- |
| 1    | Jessica Lindell Vikarby | Svezia    | 1:14,95 |
| 2    | Emelie Wikström         | Svezia    | 1:15,82 |
| 3    | Helena Rapaport         | Svezia    | 1:15,99 |
| 4    | Lisa Blomqvist          | Svezia    | 1:16,02 |
| 5    | Kristiina Rove          | Finlandia | 1:16,40 |
| 6    | Paulina Grassl          | Svezia    | 1:16,50 |
| 7    | Sara Hector             | Svezia    | 1:16,59 |
| 8    | Tessan Berglund         | Svezia    | 1:16,69 |
| 9    | Veronica Smedh          | Svezia    | 1:17,05 |
| 10   | Hanna Westman           | Svezia    | 1:17,10 |

Data: 31 marzo

Località: Åre

#### Slalom gigante
| Pos. | Atleta                  | Nazione   | Tempo   |
| ---- | ----------------------- | --------- | ------- |
| 1    | Jessica Lindell Vikarby | Svezia    | 1:52,61 |
| 2    | Sara Hector             | Svezia    | 1:53,22 |
| 3    | Maria Pietilä Holmner   | Svezia    | 1:53,32 |
| 4    | Veronica Smedh          | Svezia    | 1:54,41 |
| 5    | Kristiina Rove          | Finlandia | 1:54,61 |
| 6    | Frida Hansdotter        | Svezia    | 1:54,89 |
| 7    | Lisa Blomqvist          | Svezia    | 1:54,98 |
| 8    | Paulina Grassl          | Svezia    | 1:55,19 |
| 9    | Nathalie Eklund         | Svezia    | 1:55,58 |
| 10   | Emelie Wikström         | Svezia    | 1:55,95 |

Data: 1º aprile

Località: Åre

#### Slalom speciale
| Pos. | Atleta                  | Nazione | Tempo   |
| ---- | ----------------------- | ------- | ------- |
| 1    | Maria Pietilä Holmner   | Svezia  | 1:45,33 |
| 2    | Nathalie Eklund         | Svezia  | 1:47,01 |
| 3    | Emelie Wikström         | Svezia  | 1:47,37 |
| 4    | Frida Hansdotter        | Svezia  | 1:47,53 |
| 5    | Veronica Smedh          | Svezia  | 1:48,22 |
| 6    | Jessica Lindell Vikarby | Svezia  | 1:48,27 |
| 7    | Paulina Grassl          | Svezia  | 1:48,69 |
| 8    | Ylva Stålnacke          | Svezia  | 1:49,80 |
| 9    | Frida Svedberg          | Svezia  | 1:51,00 |
| 10   | Emilia Eråker           | Svezia  | 1:52,60 |

Data: 3 aprile

Località: Åre

#### Supercombinata
| Pos. | Atleta                  | Nazione   | Tempo   |
| ---- | ----------------------- | --------- | ------- |
| 1    | Emelie Wikström         | Svezia    | 1:37,25 |
| 2    | Anna Swenn Larsson      | Svezia    | 1:37,53 |
| 3    | Lisa Blomqvist          | Svezia    | 1:37,56 |
| 4    | Maria Pietilä Holmner   | Svezia    | 1:37,76 |
| 5    | Jessica Lindell Vikarby | Svezia    | 1:37,90 |
| 6    | Nathalie Eklund         | Svezia    | 1:37,97 |
| 7    | Magdalena Fjällström    | Svezia    | 1:38,04 |
| 8    | Veronica Smedh          | Svezia    | 1:38,20 |
| 9    | Ida Trönnhagen          | Svezia    | 1:38,81 |
| 10   | Merle Soppela           | Finlandia | 1:39,05 |

Data: 31 marzo

Località: Åre